# Krishnarao Shankar Pandit
Krishnarao Shankar Pandit (* 26. Juli 1893 in Gwalior; † 22. August 1989 ebenda) war ein indischer Musikpädagoge, Sänger und bedeutender Vertreter der Gwalior-Gharana.

## Leben
Krishnarao Shankar Pandit wurde von seinem Vater Shankarrao Pandit unterrichtet, der selbst ein berühmter Sänger und Schüler der Erneuerer der Gwalior-Gharana Haddu Khan und Nathu Khan sowie Nissar Hussain Khans war. Seinen ersten öffentlichen Auftritt hatte er elfjährig in Bombay. Einige Zeit war er Musiker am Hof von Madhavrao Scindia in Gwalior. 1914 gründete er in seiner Heimatstadt die Musikschule Shankar Gandharva Mahavidyalaya.
Neben seiner mehr als dreißigjährigen Tätigkeit als ausübender Musiker hatte er mehrere Funktionen inne. Er war Musikprofessor am Madhav-Musikcollege in Gwalior und arbeitete als Produzent für All India Radio und das staatliche Fernsehen Doordarshan. Außerdem verfasste er mehrere Artikel und acht Bücher über Musik.
Für sein Wirken erhielt Krishnarao Shankar Pandit viele Auszeichnungen. Beim All India Congress 1924 erhielt er den Ehrennamen Gayak Shiromani. 1959 wurde ihm der Sangeet Natak Akademi Award und der President’s Award verliehen. Die Musikuniversität Indira Kala Sangeet Vishwavidyalaya verlieh ihm 1962 einen Ehrendoktortitel. 1973 erhielt er den Padma Bhushan und 1980 den Tansen Samman.
Unter seinen Schülern finden sich seine Söhne Keshav Rao Pandit, Narayan Rao Pandit, Laxman Krishnarao Pandit, Chandrakant Pandit, Sadashiv Pandit und seine Enkel Tushar Padit und Meeta Pandit. Außerdem studierten bei ihm u. a. Vishnupant Choudhari, Dattatraya Joglekar, Keshavrao Surange und Amritphale Sarolkar. Neela Bhagwat veröffentlichte eine Biographie Pandits unter dem Titel Krishnarao Shankar Pandit, a Doyen of Khayal.